# Джон Тремл
Джон Тремл (англ. Jon Treml; нар. ) — колишній американський тенісист.
Найвищу одиночну позицію світового рейтингу — 449 місце досяг 23 червня 1986, парну — 213 місце — 19 жовтня 1987 року.

## Фінали ATP Челленджер

### Парний розряд: 1 (1–0)
| Результат | Ранг | Дата     | Турнір        | Покриття | Партнер           | Суперники                | Рахунок  |
| --------- | ---- | -------- | ------------- | -------- | ----------------- | ------------------------ | -------- |
| Перемога  | 1.   | Сер 1987 | Віннетка, США | Тверде   | Тобіас Свантессон | Пітер Олдріч Воррен Ґрін | 6–3, 6–4 |